# Velle (ruisseau)
La Velle appelée aussi ruisseau du Moulin de Saint-Roch, est un ruisseau de Belgique, affluent de la Lembrée et faisant donc partie du bassin versant de la Meuse. Il coule entièrement dans la commune de Ferrières en province de Liège. 

## Parcours
Ce ruisseau prend sa source dans les bois de Xhoris à une altitude d'environ 340 m. Il coule vers l'ouest, passe sous Saint-Roch, reçoit en rive droite deux petits affluents puis s'oriente vers le sud en coulant à l'ouest de Rouge-Minière.
La Velle termine son cours de 3,5 kilomètres en rive droite de la Lembrée à Ferot à une altitude de 210 m. Son parcours est essentiellement boisé.
Le ruisseau est longé en rive droite par l'ancien chemin de fer vicinal Comblain-la-Tour - Manhay (ligne 620) devenu un réseau préRAVeL appelé La Transferrusienne depuis 2016.

## Ancien moulin de Saint-Roch
Le moulin de Saint-Roch appelé aussi moulin Fonçay était situé sur la rive gauche de la Velle à environ 500 mètres à vol d'oiseau à l'ouest du petit séminaire de Saint-Roch et à une cinquantaine de mètres en amont d'une passerelle. Construit avant 1777, il est restauré en 1853, désaffecté en 1880 et sans doute démantelé pendant les années qui suivent. Deux étangs de retenue d'eau avaient été créés en amont. Le site est aujourd'hui recouvert par la forêt et il ne reste plus qu'un amas de pierre, le bief et le vestige d'un petit pan de mur de pierre.

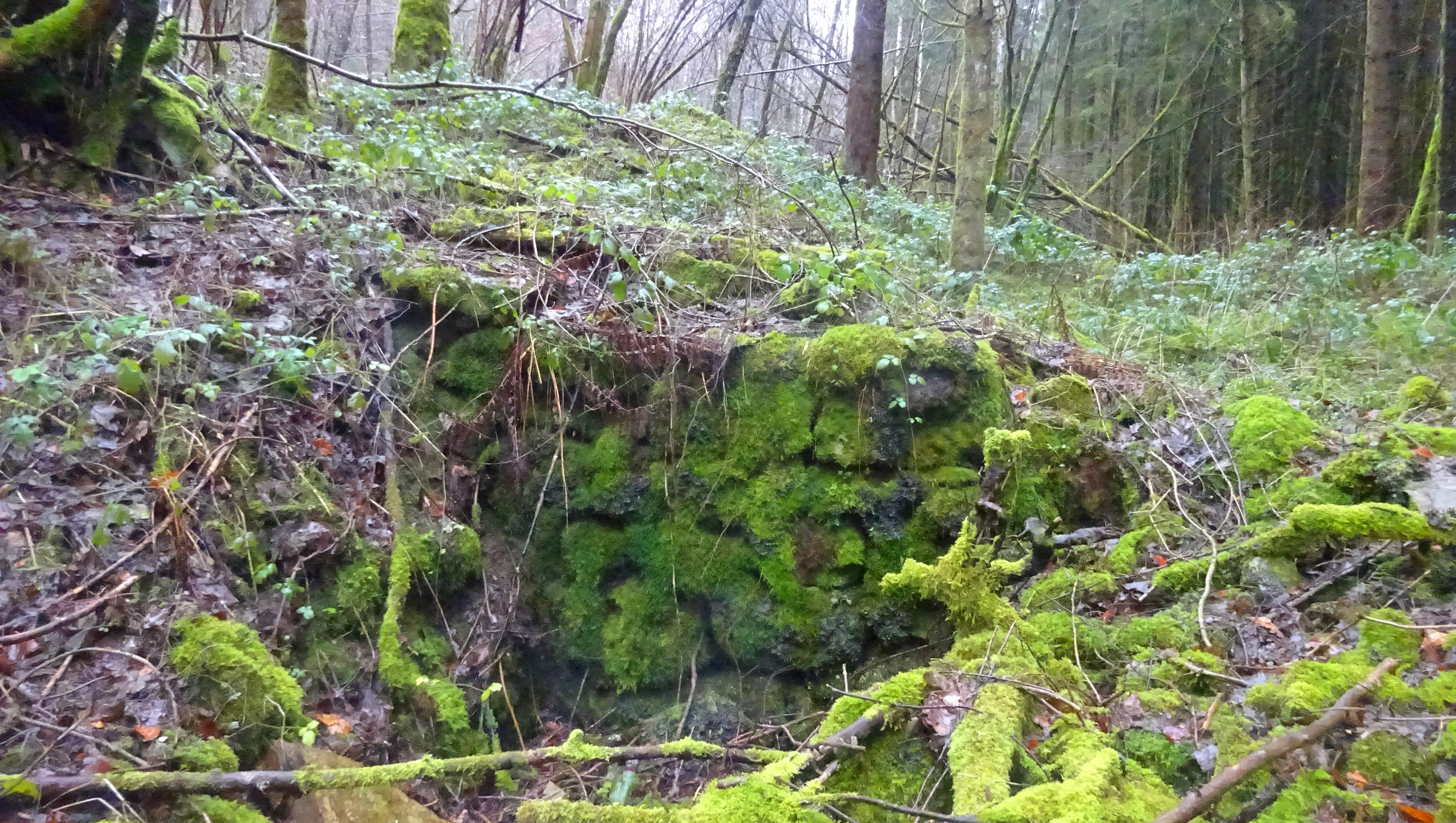
Ruines de l'ancien moulin de Saint-Roch

50° 25′ 22″ N, 5° 37′ 22″ E